# Винисиус Тобиас
Вини́сиус Аугу́сто Тоби́ас да Си́лва (порт.-браз. Vinícius Augusto Tobías da Silva; 23 февраля 2004, Сан-Паулу) — бразильский футболист, защитник донецкого «Шахтёра».

## Клубная карьера
Винисиус Тобиас, начал свою карьеру в «Интернасьонале», присоединившись к нему в 2016 году. Подрастая, он обожал бразильского защитника Дани Алвеса. После впечатляющих выступлений в молодежных командах «Интернасьонала» он попал в список «Next Generation» 2021 года, составленный газетой «The Guardian», в котором были освещены лучшие молодые футболисты мира, по мнению редакции.
В июле 2021 года было объявлено, что Винисиус Тобиас присоединится к украинскому «Шахтёру» в феврале следующего года. Он покинул «Интернасьонал» после шести лет игры за клуб. Однако после начала российского вторжения в Украину в 2022 году, которое произошло сразу после перехода Винисиуса Тобиас в новый клуб, иностранным футболистам в Украине разрешили оставить свои клубы на правах аренды. 1 апреля 2022 он присоединился к испанскому клубу «Реал Мадрид» на правах аренды к концу сезона 2022/23. Поскольку в составе «Реала» уже были заняты все места для легионеров-граждан стран-вне ЕС для основной команды, Винисиус Тобиас был переведен в «Кастилью».
17 апреля Винисиус Тобиас дебютировал за «Кастилью» в матче против «Алькояно» (1:2), выйдя на замену вместо Петера Гонсалеса.
6 января 2024 года Винисиус Тобиас дебютировал за основную команду в матче кубка Испании против «Арандины» (1:3).

## Достижения
«Реал Мадрид»
- Обладатель Суперкубка Испании: 2023

«Шахтёр» (Донецк)
- Бронзовый призёр чемпионата Украины: 2024/25
- Обладатель Кубка Украины: 2024/25